# Baumstown, Pennsylvania
Baumstown, Pennsylvania (енгл. Baumstown) насељено је место без административног статуса у америчкој савезној држави Пенсилванија.

## Демографија
По попису из 2010. године број становника је 422.
| Група             | 2000.    | 2010.       |
| Белци             | 0 (0,0%) | 397 (94,1%) |
| Афроамериканци    | 0 (0,0%) | 15 (3,6%)   |
| Азијати           | 0 (0,0%) | 3 (0,7%)    |
| Хиспаноамериканци | 0 (0,0%) | 6 (1,4%)    |
| Укупно            | 0        | 422         |